# بيتر كوين (سياسي)
بيتر كوين هو سياسي أسترالي، ولد في 6 يوليو 1917 في جيرالدتون في أستراليا، وتوفي في 4 نوفمبر 2001 في Osborne Park, Western Australia ‏ في أستراليا. نشط حزبياً في حزب أستراليا الليبرالي. وقد انتخب عضو الجمعية التشريعية لأستراليا الغربية ‏.